# Lüftungsklappe

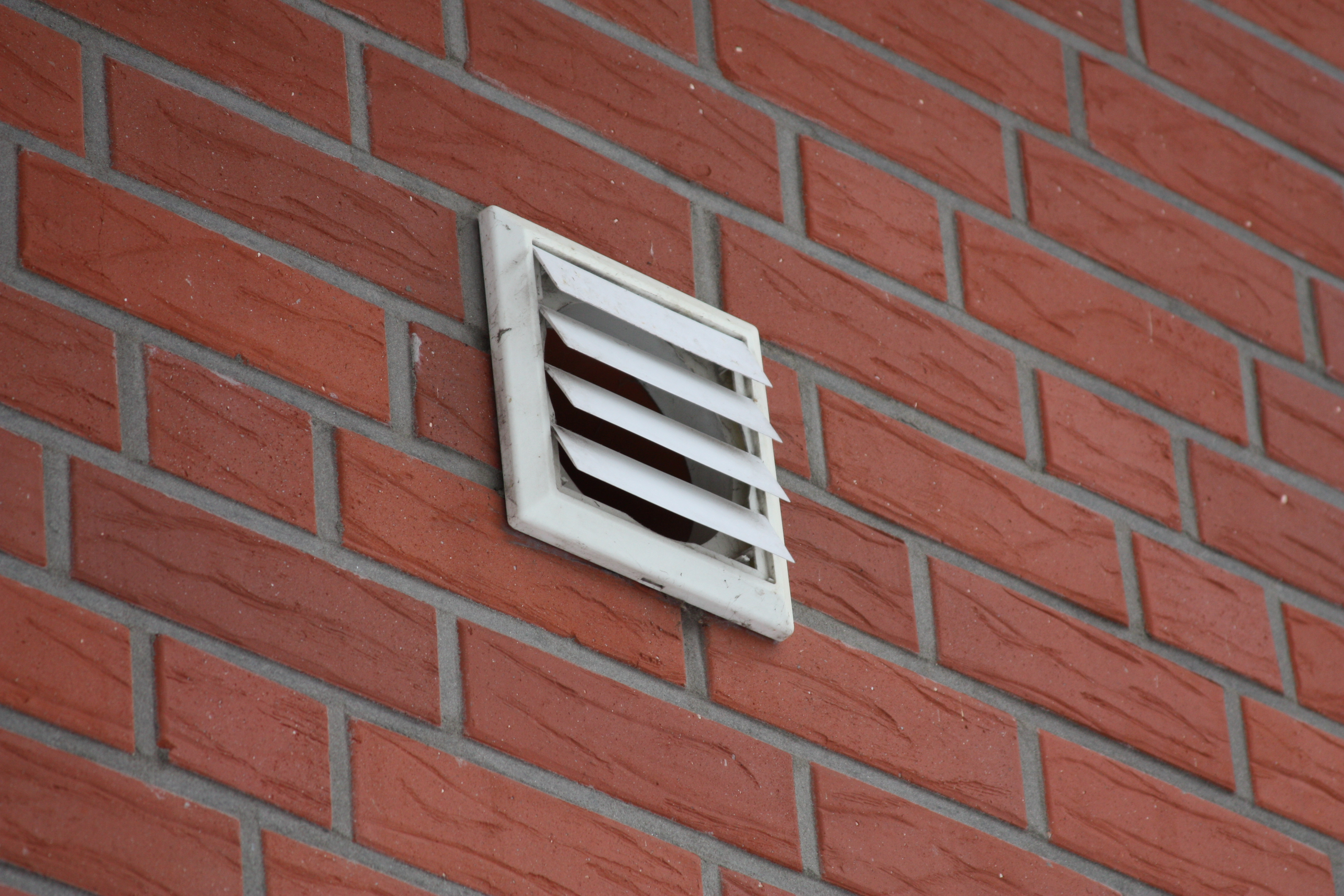
Abluftklappe außen am Haus bei kontrollierter Wohnraumlüftung

Als Lüftungsklappe wird ein Bauteil einer Lüftungsanlage bezeichnet, mit dem sich der Durchfluss des Luftstroms innerhalb eines Systems von Lüftungsrohren regeln lässt.
Durch eine Veränderung des Stellwinkels der Lüftungsklappe in dem Lüftungsrohr wird die Öffnung für den Luftstrom vergrößert oder verkleinert.
Eine Lüftungsklappe kann entweder von Hand über einen Hebel bedient oder über eine DDC-GA-Komponente mit einem Klappenstellantrieb motorisiert gesteuert werden.